# Florence Faivre
Florence Vanida Faivre (ur. 8 czerwca 1983 w Bangkoku) – francusko-tajska aktorka, która wystąpiła m.in. w serialach The Expanse i Agenci T.A.R.C.Z.Y..

## Filmografia

### Filmy
| Rok  | Tytuł                                        | Rola          | Uwagi |
| ---- | -------------------------------------------- | ------------- | ----- |
| 2004 | The Siam Renaissance                         | Maneechan     |       |
| 2005 | Chok-Dee                                     | Kim           |       |
| 2006 | The Elephant King                            | Lek           |       |
| 2008 | The Coffin                                   | koleżanka Zoe |       |
| 2009 | Giver Taker Heartbreaker                     | Charlotte     |       |
| 2018 | Sad Beauty                                   | Yo            |       |
| 2018 | American Mirror - Intimations of Immortality | Muza          |       |

### Telewizja
| Rok       | Tytuł                     | Rola             | Uwagi     |
| --------- | ------------------------- | ---------------- | --------- |
| 2009      | Kings                     | Sekretarka       | 2 odc.    |
| 2010      | Jak to się robi w Ameryce | Celine           | 1 odc.    |
| 2014      | The Following             | Serena           | 1 odc.    |
| 2014      | Alpha House               | Teata Takaria    | 1 odc.    |
| 2015–2018 | The Expanse               | Julie Mao        | gł. osada |
| 2017      | Time After Time           |                  | 1 odc.    |
| 2017      | Bull                      | Claudine Caffrey | 1 odc.    |
| 2017–2018 | Agenci T.A.R.C.Z.Y.       | Sinara           | 8 odc.    |